# La zingara

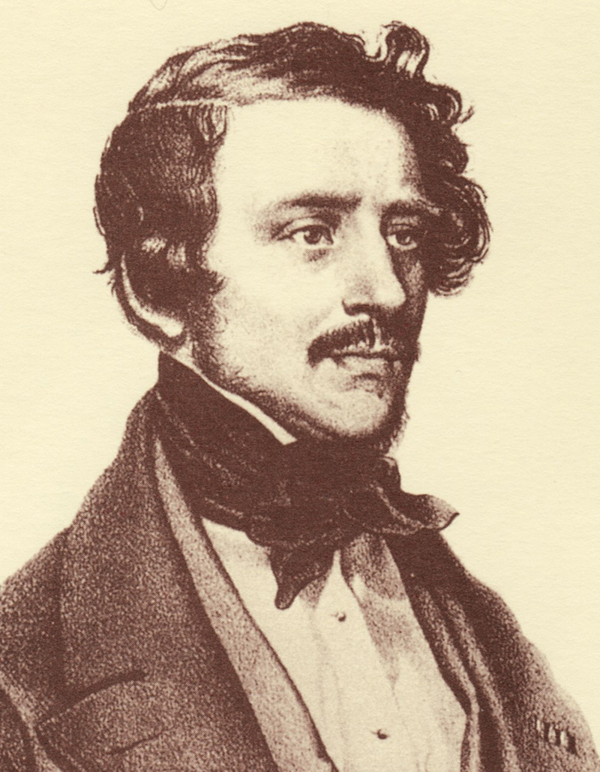
Gaetano Donizetti.

La zingara (Zigenarflickan) är en opera semiseria i två akter med musik av Gaetano Donizetti och libretto av Andrea Leone Tottola efter La petite bohémienne av Louis-Charles Caigniez, som i sin tur byggde på ett verk av August von Kotzebue.

## Historia
Det var Donizettis första opera för Neapel och den hade premiär den 12 maj 1822 på Teatro Nuovo.
Operans första uppsättning utanför Italien skedde 2001 vid Festival della Valle d'Itria. En kritiker skrev då:
Trots det löjliga librettot var operan en enorm succé vid premiären i Neapel 1822, och till och med Vincenzo Bellini skrev snälla saker om andra aktens septett, i vilken Donizetti blandar buffa och seriösa karaktärer, neapolitansk dialekt (det förekommer inga recitativ; numren åtskiljs av talad dialog) med "ren" italienska, och den absurda handlingen hålls (nästan) samman av den smarta Argilla, som under förespegling av att kunna spå får tillträde till såväl personers rätta känslor som till varje vrå av slottet. Är det ett mästerverk? Nej, men det finns trevliga rytmiska arior och ensembler, bra (om dock typiska) karaktäriseringar, och bra melodier.
Den amerikanska premiären sattes upp av Amore Opera i New York 2017.

## Personer
| Roller                 | Stämma      | Premiärbesättning 12 maj 1822 |
| ---------------------- | ----------- | ----------------------------- |
| Argilla                | mezzosopran | Giacinta Canonici             |
| Ines                   | sopran      | Caterina Monticelli           |
| Fernando               | tenor       | Marco Venier                  |
| Don Ranuccio Zappador  | bas         | Carlo Moncada                 |
| Don Sebastiano Alvarez | bas         | Giuseppe Fioravanti           |
| Duca d'Alziras         | tenor       | Alessandro Busti              |
| Papaccione             | bas         | Carlo Casaccia                |
| Amelia                 | sopran      | Francesca Ceccherini          |
| Ghita                  | sopran      | Clementina Grassi             |
| Manuelita              | sopran      | Marianna Grassi               |
| Antonio Alvarez        | baryton     | Raffaele Sarti                |
| Sguiglio               | baryton     | Raffaele Casaccia             |

## Handling
Tid: Medeltiden
Plats: Spanien
Don Ranuccio har fängslat Don Sebastiano i sitt slott och han önskar även döda hertigen av Alziras, son politiske rival. Ranuccios dotter Ines är förälskad i Fernando men henne far vill att hon gifter sig med Antonio som är Don Sebastianos brorson.
Zigenarflickan Argilla för samman de älskande och räddar livet på hertigen. Hon förenar hertigen med sin bror och friger Don Sebastiano, som visar sig vara hennes far.